# Rud Hart
Rud Hart is een Belgisch-Nederlandse stripreeks van striptekenaar Gilbert Declercq, waarvan enkele verhalen werden geschreven door Kelvin Gosnell en Kees Vuik. De hoofdrolspeler is een piloot in de burgerluchtvaart. De serie werd voor het eerst gepubliceerd in 1979 in het stripblad Eppo.

## Achtergrond
Eind 1977 kreeg Gilbert Declercq de kans om voor het Nederlandse stripblad Eppo een vliegtuigstrip te maken. Om geen nieuwe Buck Danny of Dan Cooper te maken koos Declercq voor een piloot in de burgerluchtvaart. Na de publicatie van de eerste twee verhalen met als titel respectievelijk Vliegtuig vermist en De Opstandelingen werd door de redactie van Eppo gekozen voor een andere scenarioschrijver, Kelvin Gosnell, die al verhalen had geschreven voor de reeks Storm. Het nieuwe verhaal kreeg als titel Olie voor Nagar. Kort daarna schreef Kees Vuik, een lid van de redactie, ook nog drie kortere verhalen voor Rud Hart: Intrige op Santarey, Nachtvlucht boven de Nordfjord en Voorzichtig breekbaar! Na dit laatste verhaal liet Kees Vuik de held en zijn vriend Jef de Vlaeminck verongelukken, een 'galante' oplossing om de reeks in 1983 af te sluiten. Rud Hart verdween uit Eppo.
Vervolgens bood Declercq de reeks aan aan de Gazet Van Antwerpen. Uitgeverij De Vlijt bracht vier verhalen in album uit, waarvan twee nieuwe: Space Shuttle gekaapt en De barok-idioot. Het verhaal Het gouden vliegtuig verscheen alleen in de krant. De directie van De Vlijt had echter besloten te stoppen met de stripproductie en het lopende contract met Declercq werd eenzijdig verbroken.

## Verhalen
Alle verhalen van Rud Hart werden getekend door Gilbert Declercq.
| Nummer | Titel                          | Schrijver        |
| ------ | ------------------------------ | ---------------- |
| V1     | Vliegtuig vermist              | Gilbert Declercq |
| V2     | De opstandelingen              | Gilbert Declercq |
| V3     | Olie voor Nagar                | Kelvin Gosnell   |
| V4     | Nachtvlucht boven de Nordfjord | Kees Vuik        |
| V5     | Intrige op Santarey            | Kees Vuik        |
| V6     | Voorzichtig breekbaar          | Kees Vuik        |
| V7     | Space Shuttle gekaapt          | Gilbert Declercq |
| V8     | De barok-idioot                | Gilbert Declercq |
| V9     | Het gouden vliegtuig           | Gilbert Declercq |
| K1     | De "reddende engel"            | Gilbert Declercq |
| K2     | De Douglas Skyrocket           | Gilbert Declercq |
| K3     | Mach 1                         | Gilbert Declercq |